# Rue du Chaudron
Ne doit pas être confondu avec Rue Chaudron.
La rue du Chaudron (en alsacien : Kesselgässel) est une voie de Strasbourg rattachée administrativement au quartier Centre. Elle va du no 7 de la rue des Orfèvres à la rue du Sanglier. Elle se trouve dans le secteur piétonnier.

## Toponymie

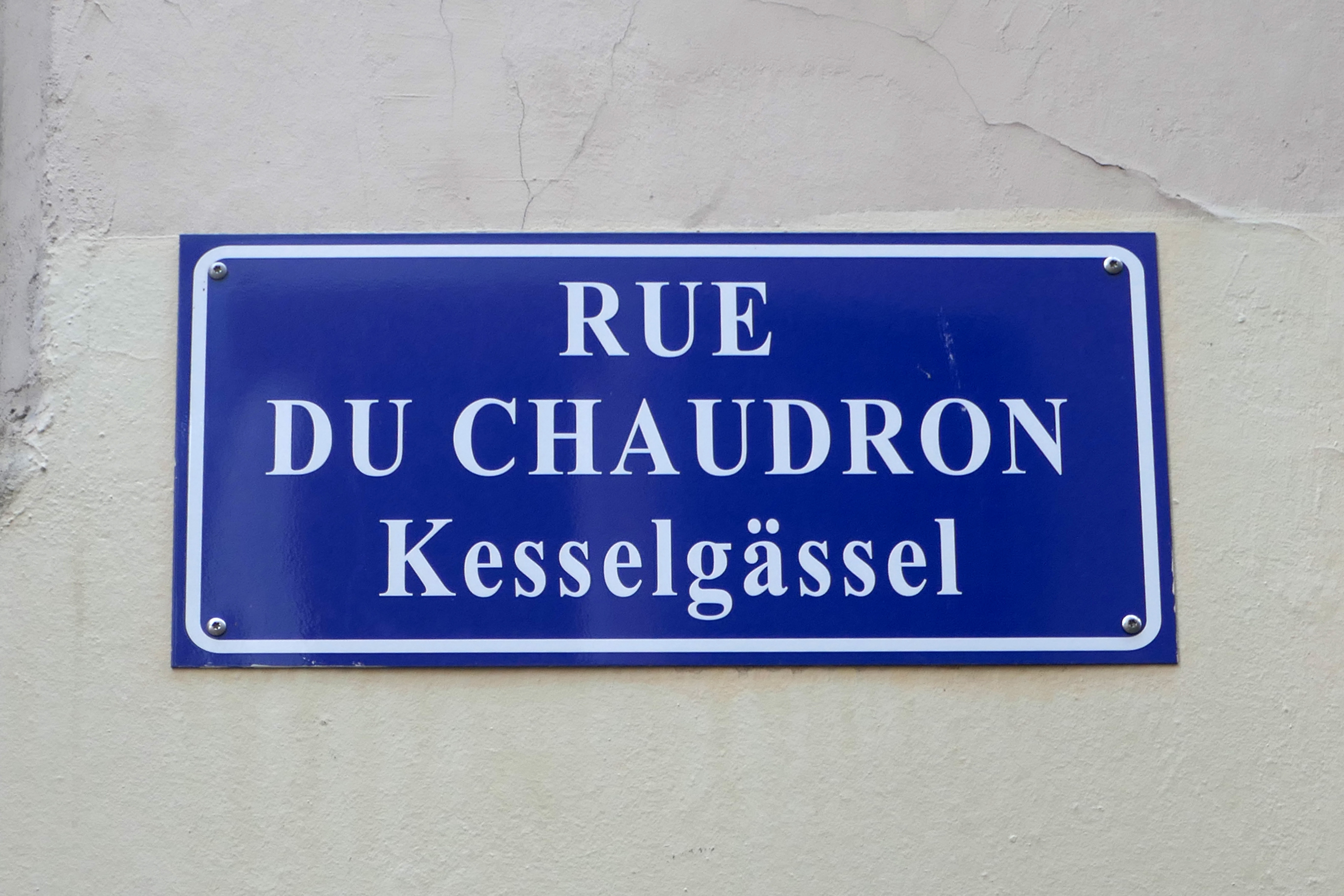
Plaque bilingue, an français et en alsacien.

Au fil des siècles, la voie porte successivement différentes dénominations, en latin, en allemand ou en français : Novus vicus apud vicum Praedicatorum juxta domum liberorum quondam Philippi apothecarii (1330), Kesselgesselin (1330), Querchgesselin (1371), Klein Bredigergesselin (1385), Das durchgande Bredigergesselin (1405), Kesselgesselin, Kesselgasse (entre le XVIIe et le XVIIIe siècle), ruelle de Calas (1794), rue du Chaudron (1817), Kessel-Gässelein (1817), rue du Chaudron (1849, 1918), Kesselgässchen (1870, 1940) et, à nouveau, rue du Chaudron à partir de 1945.
Elle doit son nom à la maison Zu dem Kessel dont l'existence est attestée en 1314. La rue elle-même (novus vicus) est percée vers 1330.
Des plaques de rues bilingues, à la fois en français et en alsacien, sont mises en place par la municipalité à partir de 1995. C'est le cas du Kesselgässel.

## Bâtiments remarquables

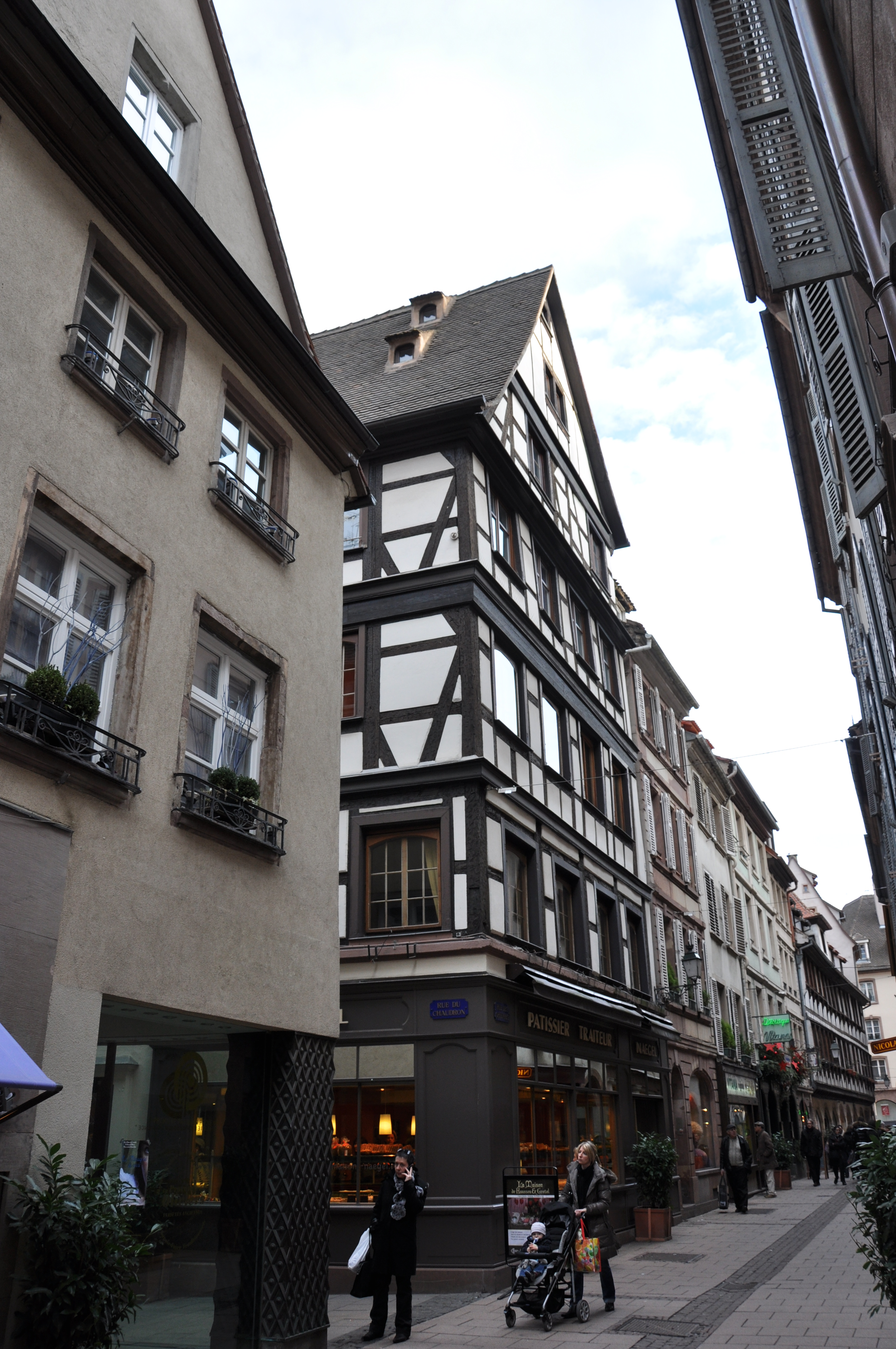
À gauche, débouché de la rue du Chaudron dans la rue des Orfèvres.

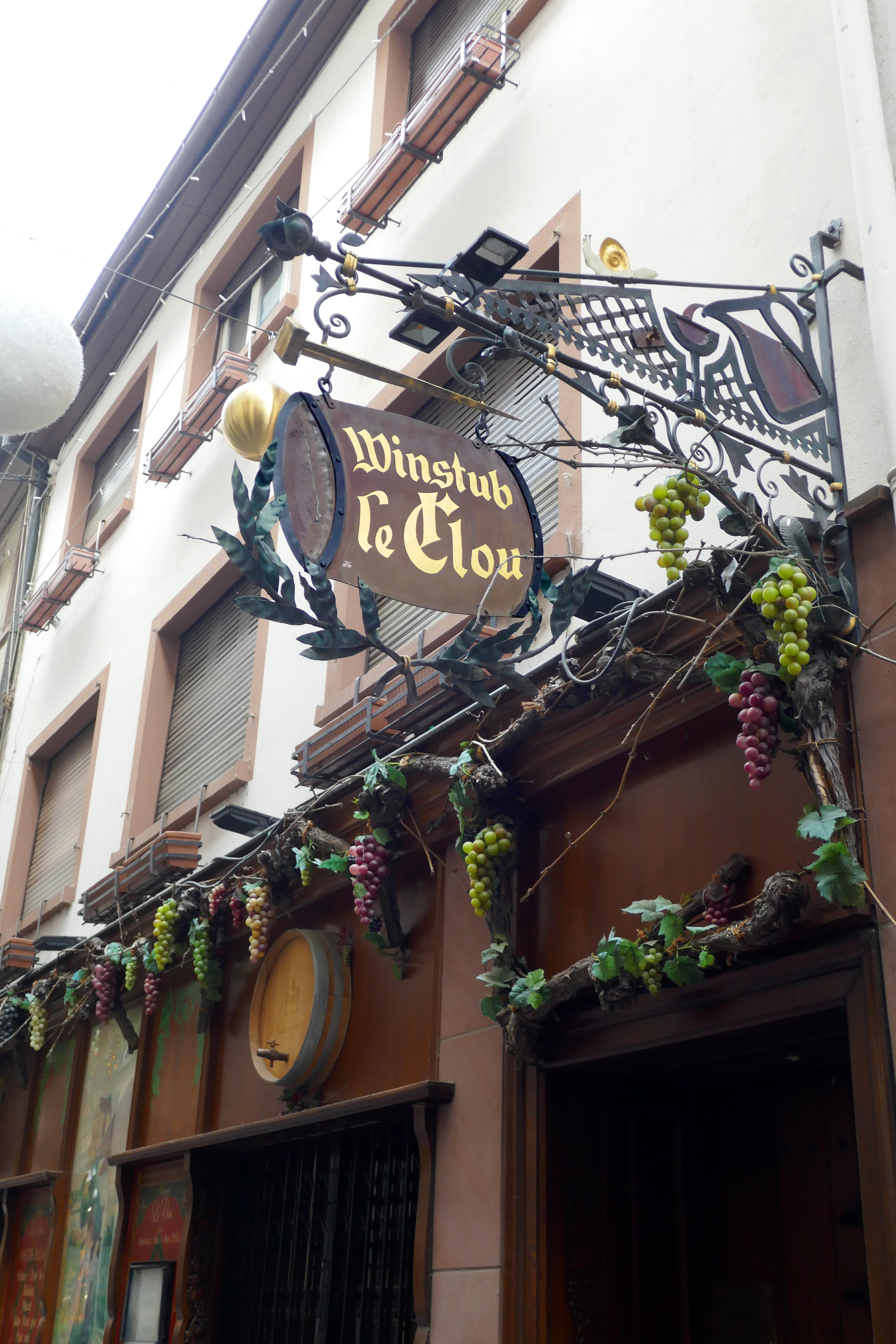
Winstub Le Clou au no 3.

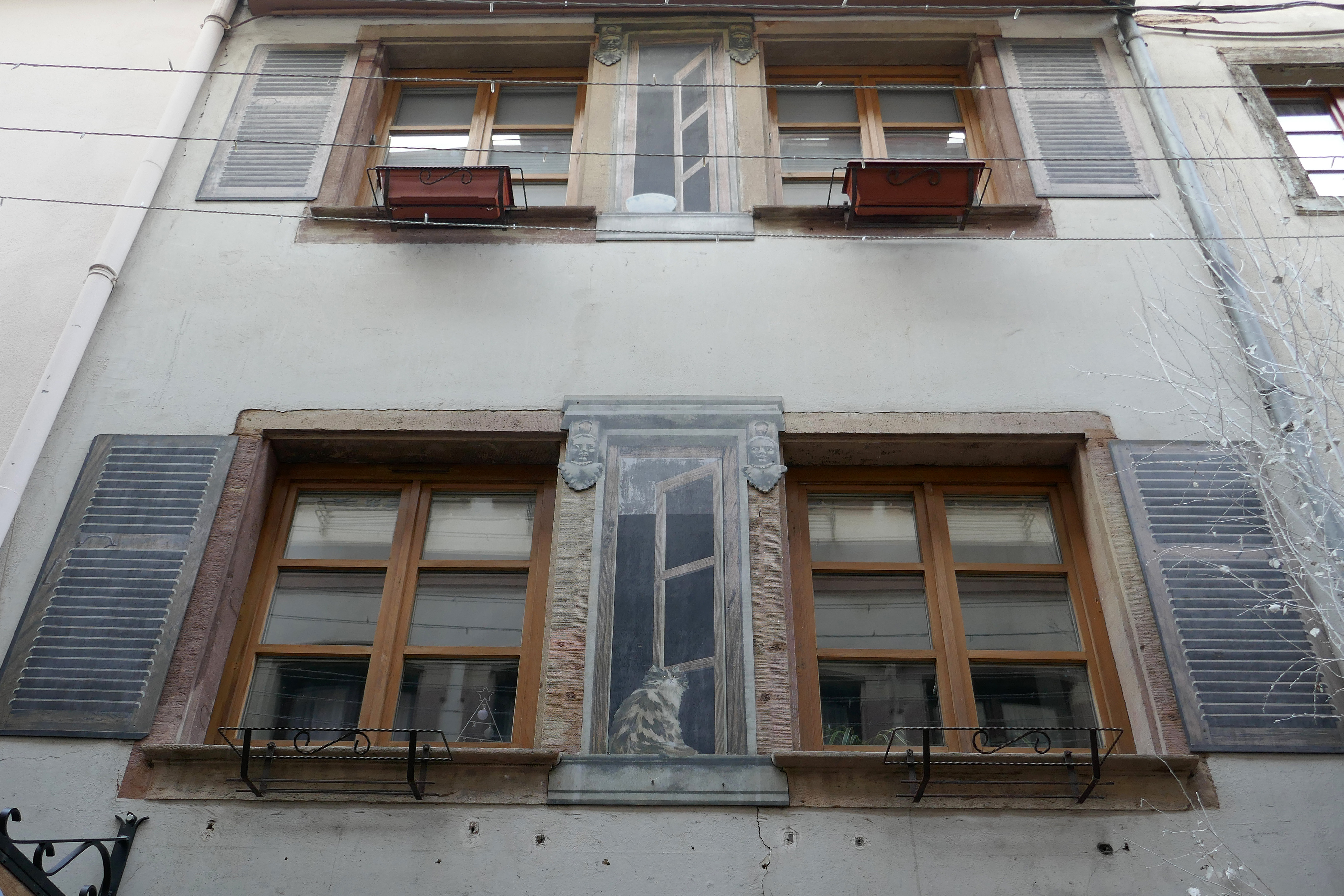
Fenêtres en trompe-l'œil au no 5.

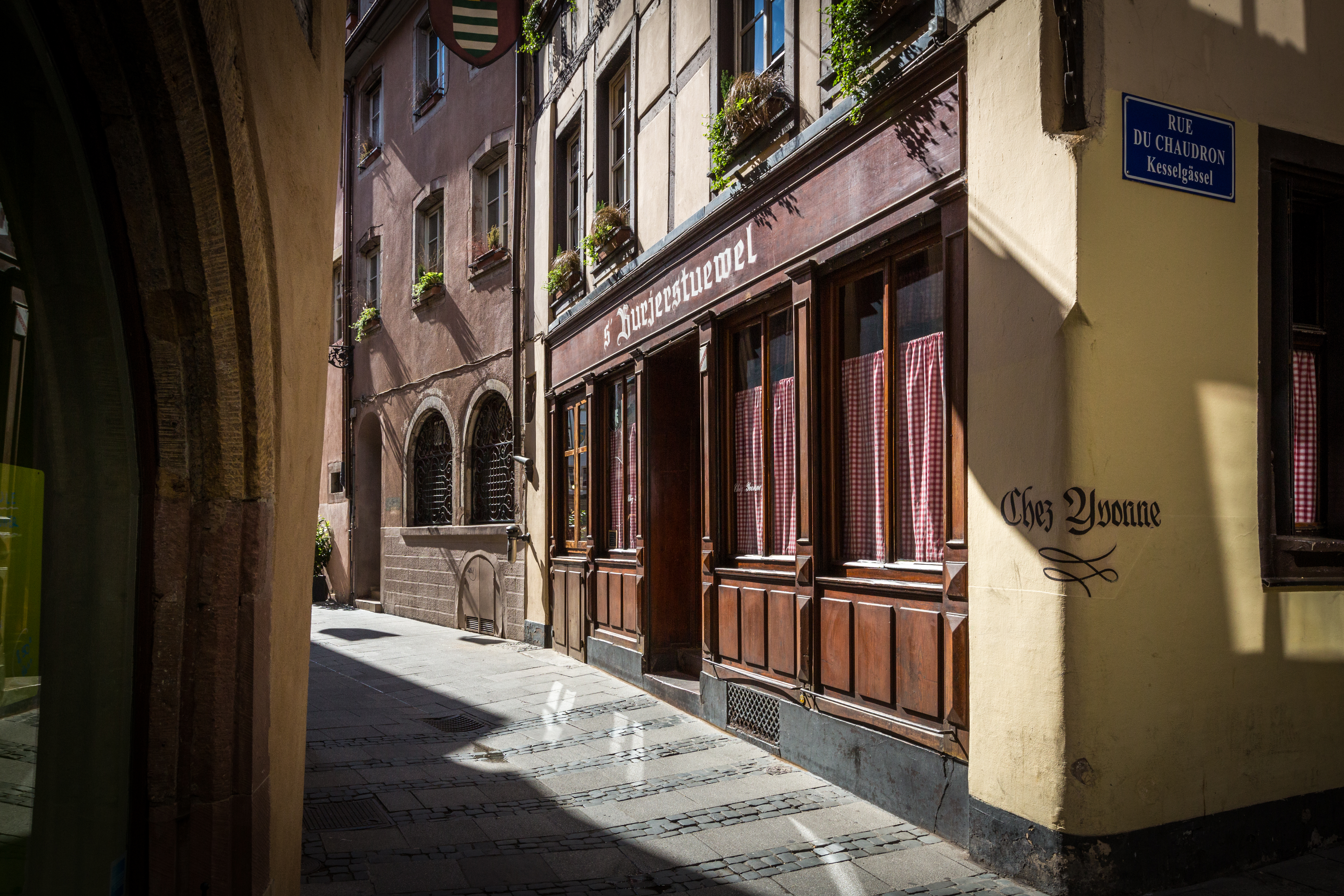
À l'angle de la rue du Sanglier, la winstub Chez Yvonne.

no 2L'immeuble se trouve à l'angle de la rue des Orfèvres. L'encadrement de son portail, avec ses riches moulures disposées en crossettes dans sa partie supérieure, constitue un exemple de décor Louis XIV.
no 3La winstub Le Clou fait partie des institutions strasbourgeoises, comme le souligne le critique gastronomique Gilles Pudlowski.
no 4Probablement du milieu du XVIIIe siècle, cet immeuble possède deux arcades en anse de panier. Les encadrements de fenêtres sont à crossette avec un linteau légèrement cintré. La porte d'entrée est surmontée d'une double crossette.
no 5Cette maison à deux étages est remarquable par sa peinture en trompe-l'œil entre les deux fenêtres à chaque étage afin de simuler une troisième fenêtre. L'illusion est renforcée par la suppression d'un battant de volet à chaque fenêtre.
no 6Au début du XVIIe siècle la maison appartient à un orfèvre, puis à différents artisans. En 1973 une porte et une fenêtre sont remplacées par une porte cochère à encadrement en pierre.
no 9Le peintre et graveur Eugène Ensfelder est né dans cette maison le 7 octobre 1836. Elle a été  reconstruite par son père, le maître boulanger Jean Frédéric Ensfelder, vers 1780, sur l'emplacement d'un édifice ayant appartenu à un cordonnier au XVIIe siècle. La maison reste dans la famille Ensfelder jusqu'à la fin du XIXe siècle et abrite une boulangerie jusqu'en 1989.
Avec ses draperies en feston aux allèges des fenêtres, la façade est caractéristique des années 1780. Le rez-de-chaussée est en pierre de taille à refends. Une alternance d'oves et de boudins ornent le cordon entre le premier et le deuxième étages. Des modillons en console supportent la corniche.
Chez YvonneDe l'autre côté de la rue, à l'angle de la rue du Sanglier, se trouve une autre winstub célèbre, Chez Yvonne, dont la partie supérieure de la maison intègre des colombages. Le mur situé du côté de la rue du Chaudron est doté d'une fenêtre à consoles et à colonnettes de style Renaissance (XVIIe siècle). La date (1740) figurant sur le linteau de la porte fait probablement référence à une restauration partielle de l'édifice.